# Án lệ 50/2021/AL
Án lệ 50/2021/AL về quyền khởi kiện vụ án đòi lại tài sản của người giao tài sản theo bản án, quyết định có hiệu lực pháp luật là án lệ công bố thứ 50 thuộc lĩnh vực dân sự của Tòa án nhân dân tối cao tại Việt Nam, được Hội đồng Thẩm phán thông qua, Chánh án Nguyễn Hòa Bình ra quyết định công bố ngày 31 tháng 12 năm 2021, và có hiệu lực cho tòa án các cấp trong cả nước nghiên cứu, áp dụng trong xét xử từ ngày 1 tháng 2 năm 2022. Án lệ 50 dựa trên nguồn là Quyết định giám đốc thẩm số 481 ngày 25 tháng 9 năm 2012 của Tòa Dân sự Tòa án nhân dân tối cao về vụ án tranh chấp đòi lại tài sản, nội dung xoay quanh các vấn đề hiệu lực của bản án, quyết định có trong quá khứ, hiệu lực thời hiệu thi hành án và quyền khởi kiện đòi lại tài sản. Án lệ này do Vụ Pháp chế và Quản lý khoa học đề xuất.
Trong vụ án, nguyên đơn và bị đơn từng là vợ chồng, ly hôn và chia tài sản từ 1977 theo bản án có hiệu lực nhưng không thi hành. Nguyên đơn trở về sau đó 24 năm rồi yêu cầu thực thi bản án cũ, đòi lại quyền sử dụng đất đã từng được chia trong quá khứ, hai bên không thể thỏa thuận nên dẫn tới vụ kiện. Vụ án này trải qua ba giai đoạn tố tụng từ việc ly hôn chia tài sản ban đầu những năm 1975, đòi lại tài sản lần thứ nhất những năm 2005 rồi giám đốc thẩm, hủy án, quay lại đòi tài sản lần thứ hai năm 2015. Trong suốt các giai đoạn, một phần nhận định Hội đồng xét xử giám đốc thẩm được lựa chọn trở thành án lệ để xác định quyền khởi kiện vụ án đòi lại tài sản của người được giao tài sản theo bản án, quyết định có hiệu lực pháp luật trong quá khứ.

## Nội dung vụ án
Năm 1963, tại thôn Bình An, xã Thủy Xuân, nay là phường Trường An, Huế, Nguyễn Văn Nghệ và Nguyễn Thị Tâm kết hôn với nhau, hai vợ chồng có một ngôi nhà tọa lạc trên thửa đất diện tích 1.490 m² ở thôn, nay là đường Thanh Hải thuộc phường. Hai người có hai con chung. Năm 1968, ông Nghệ thoát ly ra miền Bắc, ngay sau đó một năm, có giấy báo tử gửi về Huế, bà Tâm lấy chồng khác. Năm 1975 khi Việt Nam thống nhất, ông Nghệ về quê thì biết bà Tâm đã có chồng khác nên hai người xin ly hôn. Ngày 13 tháng 5 năm 1977, Tòa án nhân dân tỉnh Bình Trị Thiên ra bản án dân sự phúc thẩm tuyên xử cho hai người ly hôn. Trước đó đã qua bước sơ thẩm ở Huế nhưng chưa đồng ý về chia tài sản nên dẫn tới kháng cáo. Ở phúc thẩm, tài sản được tòa án phân chia kèm theo bản án. Bản án này không có kháng nghị, trực tiếp có hiệu lực, nhưng ông Nghệ không yêu cầu thi hành án, tức không yêu cầu chia đất mà vào Nam sinh sống.
Năm 2001, ông Nghệ trở về Huế và đòi lại phần đất được chia theo bản án 1977, hai bên phát sinh tranh chấp. Trải qua quá trình hòa giải của chính quyền địa phương nhưng không thành công, ngày 4 tháng 1 năm 2005, ông Nghệ đệ đơn khởi kiện gửi Tòa án nhân dân thành phố Huế để yêu cầu đất đai, bắt đầu quá trình tố tụng một lần nữa tại Huế.

## Tố tụng giai đoạn đầu

### Tranh tụng
Tại đơn khởi kiện và tranh tụng, ông Nghệ trình bày rằng từ 1977, sau khi bản án phúc thẩm có hiệu lực, ông đã thực hiện nghĩa vụ cấp dưỡng nuôi con, cơ quan chức năng đã tiến hành chia đo đất theo bản vẽ của tòa án. Ông cho rằng năm 2001, khi ông về quê xây nhà thờ tổ tiên thì bà Tâm cản trở, nên ông khởi kiện yêu cầu trả lại tài sản là quyền sử dụng đất theo bản án, yêu cầu bà Tâm phục hồi lại hiện trạng ranh giới như bản án đã phân chia.
Phía bị đơn, bà Tâm thừa nhận có kết hôn với ông Nghệ, sau đó ly hôn theo bản án 1977. Bà trình bày rằng từ ngày có bản án, người được thi hành án là ông Nghệ không có đơn yêu cầu thi hành án nên bà không chấp nhận trả lại đất cho ông Nghệ vì bà cho rằng đất đai là của bố bà để lại cho bà.

### Xét xử
Ngày 21 tháng 6 năm 2006, Tòa án nhân dân thành phố Huế mở phiên dân sự sơ thẩm ở trụ sở tòa tại số 60 đường Nguyễn Huệ, phường Vĩnh Ninh, quyết định chấp nhận yêu cầu của ông Nghệ, buộc bà Tâm trả lại quyền sử dụng đất diện tích 452,85 m² (có cạnh 37,5; 38,55; 36,14) là tài sản được xác lập theo bản án 1977 trên đó có ngôi mộ của bố ông Nghệ trong thửa đất số 42 tờ bản đồ địa chính số 28 diện tích 1.997,06 m² tại phường Trường An, thành phố Huế (vị trí thửa đất của ông Nghệ có bản vẽ kèm theo). Sau khi xét xử sơ thẩm, bà Tâm kháng cáo.
Ngày 11 tháng 12 năm 2006, Tòa án nhân dân tỉnh Thừa Thiên Huế mở phiên phúc thẩm tại trụ sở tòa ở số 11 đường Tôn Đức Thắng, phường Phú Nhuận, ra quyết định hủy toàn bộ bản án sơ thẩm về việc tranh chấp đòi tài sản quyền sử dụng đất giữa hai bên, đình chỉ việc giải quyết vụ án với nhận định rằng ông Nghệ không có quyền khởi kiện đòi lại tài sản. Tòa phúc thẩm trả lại đơn khởi kiện cho nguyên đơn. Sau khi xét xử phúc thẩm, ông Nghệ gửi đơn khiếu nại.

### Kháng nghị
Ngày 10 tháng 12 năm 2009, trước khi hết thời hiệu ba năm của việc xem xét vụ việc, Chánh án Tòa án nhân dân tối cao Trương Hòa Bình ban hành quyết định kháng nghị đối với bản án dân sự phúc thẩm của Tòa án Thừa Thiên Huế, với nhận xét cho rằng quyền sử dụng đất của ông Nghệ đã được xác định tại bản án phúc thẩm 1977. Chánh án cho rằng ông Nghệ có quyền kiện đòi tài sản bằng vụ án dân sự mới, tòa án cấp phúc thẩm xác định ông Nghệ không có quyền khởi kiện trả lại đơn khởi kiện cho ông là không hợp lý. Bên cạnh đó, Chánh án đề nghị Tòa Dân sự Tòa án nhân dân tối cao xét xử giám đốc thẩm theo hướng hủy bản án dân sự phúc thẩm lẫn sơ thẩm 2006 nêu trên, và giao hồ sơ vụ án cho Tòa án Huế xét xử sơ thẩm lại theo đúng quy định của pháp luật.

## Quá trình hình thành án lệ
Ngày 25 tháng 9 năm 2012, với yêu cầu kháng nghị của Chánh án và sự nhất trí của Viện Kiểm sát, Tòa Dân sự Tòa án nhân dân tối cao đã mở phiên xét xử giám đốc thẩm tại trụ sở tòa ở số 48 đường Lý Thường Kiệt, quận Hoàn Kiếm, Hà Nội.

### Nhận định của tòa án
Hội đồng xét xử giám đốc thẩm, nội dung chung của án lệ từ nhận định.
Về tình tiết, Hội đồng xét xử đồng ý nội dung vụ án được trình bày bởi các bên, mối quan hệ nguyên đơn, bị đơn có trong hồ sơ vụ án, nhất trí hiệu lực của bản án 1977. Theo bản án 1977, ông Nghệ được hưởng một phần đất trong khuôn viên thửa đất nêu trên, do điều kiện công tác xa nhà nên ông Nghệ vẫn để nguyên hiện trạng đất, năm 2001 thì ông về quê định xây nhà thờ tổ tiên thì hai bên không thống nhất về ranh giới đất và bà Tâm không đồng ý trả đất cho ông Nghệ. Hội đồng xét xử cho rằng trên thực tế từ trước đến nay, bà Tâm vẫn là người quản lý, sử dụng phần đất mà Tòa án nhân dân tỉnh Bình Trị Thiên đã giao cho ông Nghệ, bản án 1977 chưa được thi hành, nay đã hết thời hiệu thi hành án theo quy định của pháp luật.
Về nội dung, Hội đồng xét xử nhận định rằng bản án 1977 đã chia rõ ràng chủ sử dụng đất, bản án có hiệu lực, không phải chia thêm một lần nữa. Và cũng bởi bản án này, ông Nghệ có quyền mở một vụ án khác để đòi lại tài sản và vấn đề chính của vụ án mới là xác định ông Nghệ có thể đòi lại được tài sản hay không.
Về các bản án 2006, Hội đồng xét xử cho rằng việc tòa án phúc thẩm xác định ông Nghệ không có quyền khởi kiện, trả lại đơn khởi kiện cho ông là không có căn cứ. Mặt khác, tòa án các cấp cũng chưa xác minh, xem xét việc quản lý, sử dụng đất, việc kê khai và nộp thuế, ý kiến của cơ quan Nhà nước có thẩm quyền của Nhà nước công nhận hay không công nhận quyền sử dụng hợp pháp đối với phần đất tranh chấp. Bên cạnh đó, tòa sơ thẩm chấp nhận yêu cầu của ông Nghệ buộc bà Tâm trả lại quyền sử dụng đất tranh chấp là tài sản được xác lập theo bản án 1977 nhưng không tính công sức giữ gìn, tu bổ bảo quản đất cho bà Tâm cũng như khoản tiền bà nộp thuế đất là không đúng; tòa phúc thẩm hủy toàn bộ bản án sơ thẩm, đình chỉ giải quyết vụ án, trả lại đơn khởi kiện cho ông Nghệ là không đúng quy định của pháp luật.

### Quyết định
Từ những nhận định này, Hội đồng xét xử là năm vị Thẩm phán căn cứ thẩm quyền, chấp nhận kháng nghị của Chánh án, quyết định hủy toàn bộ bản án dân sự phúc thẩm, sơ thẩm 2006, giao hồ sơ vụ án cho Tòa án nhân dân thành phố Huế xét xử sơ thẩm lại theo đúng quy định của pháp luật.

## Tố tụng giai đoạn thứ hai
Sau khi được giao về lại tòa sơ thẩm, vụ án tiếp tục tiếp diễn, thực thi đúng với nội dung án lệ là ông Nghệ có quyền khởi kiện vụ án mới đòi lại quyền sử đất. Năm 2009, bà Tâm qua đời, đã ủy quyền cho con gái với người chồng thứ hai là Nguyễn Thị Thanh Thúy đại diện tham gia kiện tụng. Dựa trên nhận định của Tòa Dân sự trong quyết định giám đốc thẩm, Tòa án Huế tiến hành xem xét các hồ sơ, vấn đề, xin ý kiến của chính quyền địa phương về đất tranh chấp. Về việc quản lý đất, Ủy ban nhân dân phường Trường An xác nhận rằng với đất tranh chấp, bà Tâm sử dụng xuyên suốt, có tên trong sổ bộ thuế hàng năm, không có tranh chấp cho đến 2001. Ông Nghệ có đến Ủy ban phường năm 2001 xin truy nộp thuế quyền sử dụng đất để hợp thức hóa nhưng phường không chấp nhận vì bà Tâm đã quản lý 24 năm, ông Nghệ không kê khai sử dụng phần đất trên, không có tên trong sổ địa chính phường và không có tên trong sổ bộ thuế. Ngày 5 tháng 5 năm 2015, Tòa án Huế mở phiên sơ thẩm lần thứ ba, nhận định rằng trải qua thời gian dài không tiến hành các thủ tục, hoạt động với đất tranh chấp, nguyên đơn đã từ bỏ quyền và nghĩa vụ của mình đối với diện tích đất được hưởng theo bản án dân sự 1977, tuyên bác yêu cầu khởi kiện, nguyên đơn thua kiện.